# Musée des Arts et des Métiers du vin - Château Turcan
 (février 2012).
Si vous disposez d'ouvrages ou d'articles de référence ou si vous connaissez des sites web de qualité traitant du thème abordé ici, merci de compléter l'article en donnant les références utiles à sa vérifiabilité et en les liant à la section « Notes et références ».
Le Musée des Arts et des Métiers du vin du Château Turcan est un musée privé situé à proximité du village d'Ansouis, en Vaucluse. Créé en 1981, les collections permanentes illustrent tout ce qui touche à la vigne et au vin, de son élaboration jusqu'à sa consommation.

## Historique
Le musée a ouvert ses portes en 1981 et présentait au sein même du domaine viticole du Château Turcan toutes sortes d'objets relatifs à la fabrication du vin : outils de travail de la terre, de traitement et d’entretien des vignes, de vie quotidienne des vignerons... mais aussi les outils de tonneliers et d'eonologues[réf. souhaitée].
Peu à peu la collection s'est agrandie : l'achat de plusieurs collections privées a permis de compléter le musée (en 2000, la Collection Siebold et en 2005 les Collections Taransaud et Seagram).
Aujourd'hui les collections s'étendent sur plus de 1 300 m2 d'espace d'exposition et conserve plus de 3 000 objets[réf. nécessaire].

## Les collections
Le parcours muséographique du musée s’articule autour de plusieurs thèmes :
- De la vigne au vin
- Le Carré des pressoirs
- Les instruments de laboratoire
- La tonnellerie
- Les bouteilles et flacons
- La verrerie d’art
- La Galerie des Chefs-d’œuvre.

Tous les outils et objets exposés dans ce musée intéressent par leur caractère technique mais la préoccupation artistique n’est jamais absente car il comporte en effet des objets exceptionnels et rares. Le musée conserve également une très belle collection de verrerie d’art (bouteilles, flacons, carafes et verres de tous horizons remontant au XVe siècle), ainsi que des chefs-d’œuvre de compagnons initiés aux travaux du bois et du métal.

## Le Carré des pressoirs
Sous une vaste halle de 400 m2, sont rassemblés plusieurs pressoirs monumentaux anciens[réf. nécessaire]. Le lieu est un « conservatoire » où sont préservés des témoins en voie de disparition de l’évolution de ces techniques. Quatorze pressoirs, s’étageant de la fin du Moyen Âge au début du XXe siècle, sont présentés au public[réf. nécessaire]. Depuis les pressoirs monumentaux de communauté ou d’abbaye jusqu’aux plus modestes pressoirs domestiques, fixes ou mobiles, toutes les techniques sont représentées.

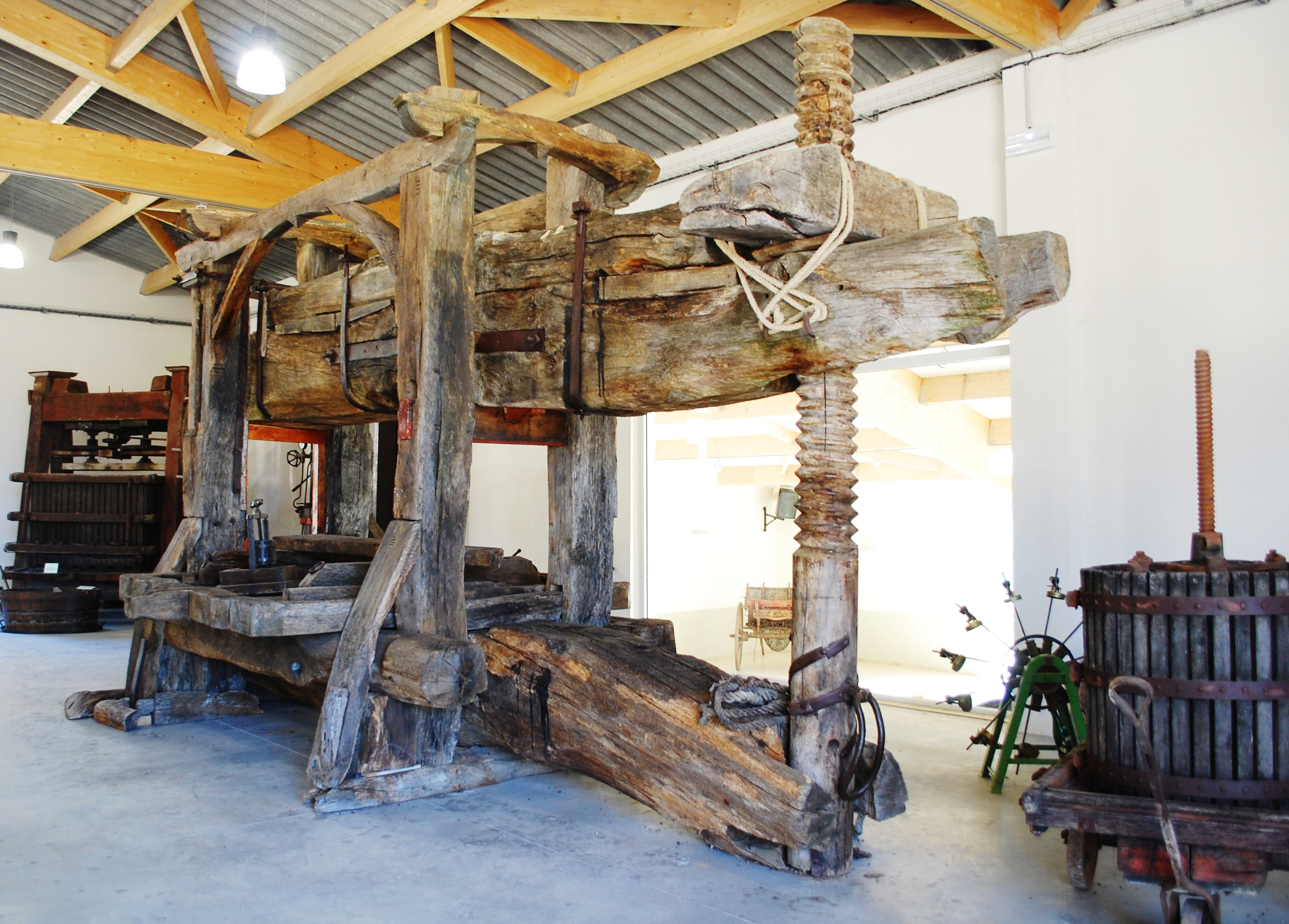
Pressoir à grand point